# Kornél Pajor
Kornél Pajor (1. července 1923 Budapešť – 18. května 2016 Stockholm) byl švédsko-maďarský rychlobruslař.
Na maďarských šampionátech startoval od roku 1943. Na mezinárodní scéně se představil poprvé v roce 1948, kdy se také zúčastnil Zimních olympijských her (500 m – 21. místo, 1500 m – 14. místo, 5000 m – 10. místo, 10 000 m – 4. místo). Z Mistrovství Evropy 1949 si přivezl bronz, na následném Mistrovství světa 1949 získal zlatou medaili. Po tomto světovém šampionátu, který se konal v Oslu, se už nevrátil do rodného Maďarska a zůstal ve Švédsku. Jako nezávislý sportovec reprezentující Mezinárodní bruslařskou unii vybojoval bronz na MS 1951. Po získání občanství začal téhož roku reprezentovat Švédsko, pro které získal na kontinentálním šampionátu 1952 bronzovou medaili. Sportovní kariéru ukončil v roce 1954.